# Дуэльный кодекс
Дуэльный кодекс — неформальный свод правил проведения дуэли.

## Известные дуэльные кодексы
- «Восемьдесят четыре правила» и Le Combat de Mutio Iustinopolitain (1583) ранние французские дуэльные кодексы, сформированные на основе итальянских.
- Code Duello (или «двадцать шесть заповедей»), составленный на Clonmel Summer Assizes (1777 год) джентльменами-представителями пяти ирландских графств. Всякий дворянин был обязан держать копию этого кодекса в ящике с дуэльными пистолетами, дабы не было возможности сослаться на незнание правил дуэли. Будучи первым распространённым кодексом на английском языке, он широко применялся в Америке.
- Кодекс графа Шатовильяра (1836 год) — созданный графом Шатовильяром кодекс, приводящий в систему правила дуэли, реально существовавшие на первую половину XIX века во Франции.
- Американский дуэльный кодекс Джона Лайда Уилсона (1858 год) — созданный на основе ирландского кодекса юристом и заядлым дуэлянтом, экс-губернатором Южной Каролины Джоном Лайдом Уилсоном (Wilson, John Lyde. The Code of Honor: or, Rules for the Government of Principals and Seconds in Duelling. Charleston, S.C.: J. Phinney, 1858).
- Кодекс графа Верже (1879 год) — наиболее авторитетный французский дуэльный кодекс, суммирующий правила проведения дуэлей, бытовавшие во Франции.
- Кодекс Дурасова (1912 год) — русский дуэльный кодекс, созданный на основе европейских кодексов и с учётом практики дуэлей в России.
- В 2018 году в российский парламент был внесен проект Дуэльного кодекса Российской Федерации [1][2], полностью идентичный кодексу Дурасова, в котором понятие «дворянин» заменено термином «государственный и муниципальный служащий», а «разночинец» — термином «гражданин». Инициатива, как выяснилось,[источник не указан 1838 дней] была скорее шуткой нежели реальным предложением. Меньше, чем через 2 недели законопроект был отозван инициатором и снят с рассмотрения Госдумы её профильным комитетом.

## Основные принципы
В эпоху, когда дуэли были широко распространены, дуэльных кодексов не существовало, так как само понятие дуэли входило в противоречие с существующим правом, хотя, с другой стороны, было неразрывно связано с понятием дворянской чести. В связи с этим правила проведения дуэлей основывались на прецедентах, хотя существовали некоторые неформальные общепризнанные принципы, в частности:

1. Дуэль может и должна происходить только между равными.
2. Основной принцип и назначение дуэли — решить недоразумение между отдельными членами общей дворянской семьи между собою, не прибегая к посторонней помощи.
3. Дуэль служит способом отмщения за нанесенное оскорбление и не может быть заменена, но вместе с тем и не может заменять органы судебного правосудия, служащие для восстановления или защиты нарушенного права.
4. Оскорбление может быть нанесено только равным равному.
5. Лицо, стоящее ниже другого, может только нарушить его право, но не оскорбить его.
6. Поэтому дуэль, как отмщение за нанесенное оскорбление, возможна и допустима только между лицами равного, благородного происхождения. В противном случае дуэль недопустима и является аномалией, вторгаясь в область судебной компетенции.
7. При вызове дворянина разночинцем первый обязан отклонить вызов и предоставить последнему право искать удовлетворения судебным порядком.
8. При нарушении права дворянина разночинцем, несмотря на оскорбительность его действий, первый обязан искать удовлетворения судебным порядком, так как он потерпел от нарушения права, но не от оскорбления.
9. Если, несмотря на это, дворянин все-таки пожелает драться, то он имеет на это право не иначе, как с формального письменного разрешения суда чести, рассматривающего, достоин ли противник оказываемой ему чести.
10. Между разночинцами дуэль возможна, но является аномалией, не отвечая своему назначению.

— В. Дурасов. Дуэльный кодекс, 1912.
Лишь по мере того, как дворянство начинает приходить в упадок, возникают попытки кодифицировать дуэльные нормы (известен опубликованный в дореволюционной России дуэльный кодекс В. Дурасова, выдержка из которого приведена выше), хотя и в этом случае ни один из опубликованных дуэльных кодексов не носил обязательной силы, а был лишь «рекомендацией».